# Aradus cincticornis
Aradus cincticornis är en insektsart som beskrevs av Ernst Evald Bergroth 1906. Aradus cincticornis ingår i släktet Aradus och familjen barkskinnbaggar. Inga underarter finns listade i Catalogue of Life.